# Ковжа (река, впадает в Лачу)
Ковжа — река в Коношском и Каргопольском районах Архангельской области России. Принадлежит бассейну реки Онеги.
Длина Ковжи — 108 км. Площадь водосбора — 1080 км². Берет начало в болотах восточнее посёлка Ширбово. В верхнем течении течёт с севера на юг, затем, южнее посёлка Ковжа резко поворачивает на север и течёт в северном направлении. В нижнем течении поворачивает на северо-запад. Впадает в озеро Лаче в его юго-восточной части. Высота устья — 117 м над уровнем моря.
Крупнейшие притоки: Мерега, Томбой, Ломовая, Ориношный.

## Археологическая стоянка
В 1978 году исследователи из Северной экспедиции Института археологии академии наук СССР обнаружили на правом берегу реки Ковжи на болотистой возвышенности стоянку Сухое, культурные слои которой датируются от эпохи мезолита — до раннего бронзового века. Слои стоянки относятся к археологическим культурам Веретье, каргопольской и типа Модлона. На поселении Сухое в неолитическом культурном слое встречены костяные орудия невыразительной формы и плохой сохранности, а в подстилающем слое мезолитического поселения представлены вещи лучшего качества и сохранности.